# Cuauhtlahto

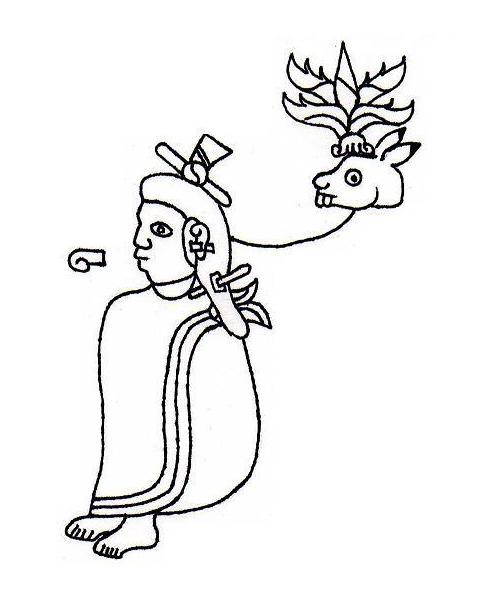
Mexihtli, el proto caudillo.

Un cuauhtlahtoh o cuauhtlahtoani (del náhuatl: Kwāwtlahtoani ‘el que habla como águila’) era un miembro de un cierto grupo de líderes de los mexicas durante su migración desde Aztlán hasta su establecimiento en el Valle de México. El término es equivalente al "jefe de armas" o "caudillo". Posteriormente se siguió usando para designar a "gobernantes militares" impuestos (por ejemplo, los designados para Tlatelolco después de 1473).

## Lista de cuauhtlahtohqueh
Según el historiador Domingo Chimalpahin en su Tercera Relación fueron nueve los cuāuhtlahtohqueh que guiaron durante la migración, entre ellos incluye a Iztacmixcoatzin; aunque, en el Memorial de Colhuacan, Chimalpahin crea una "laguna" de 52 años (1188-1240), creando confusión de las regencias de los cuauhtlahtohqueh, sobre todo porque se contradice con la Tercera Relación, donde empieza el linaje con Cuauhtlequetzqui, dando lugar a considerar a Iztacmixcoatl antes de los iniciadores del "primer linaje mexica", que son Tozcuecuextli (padre) y Huehueh Huitzilíhuitl (hijo), de este último se dice que asciende a "tlahtoani" en 1272 o en 1278.
Esta misma lista defectuosa es compartida en los Anales de Tlatelolco los cuales no ayudan mucho a despejar las incógnitas, por lo que para completar la lista se tomó la mención de Ilancuéitl que aparece en la Historia de los mexicanos por sus pinturas, donde queda establecido que ella gobernaba en 1324.
La siguiente lista corresponde completamente a la información proporcionada por Domingo Chimalpahin en su Diario. Es sin duda la información más coherente y clara, derivado de su estudio se comprenden las irregularidades de las demás listas.
| Período                    | Nombre en náhuatl          | Significado en castellano  |
| Cuauhtlahtohqueh 1168-1363 | Cuauhtlahtohqueh 1168-1363 | Cuauhtlahtohqueh 1168-1363 |
| -------------------------- | -------------------------- | -------------------------- |
| 1168-1205                  | Cuauhtlequetzqui           | Águila alzada              |
| 1205-1219                  | Acacihtli                  | Liebre caña                |
| 1219-1234                  | Citlalintzin               | Estrella                   |
| 1234-1235                  | Tzimpantzin                | Portaestandartes           |
| 1235-1239                  | Tlazohtzin                 | Apreciado                  |
| 1239-1278                  | Tozcuecuextli              | Loro amarillo que se mece  |
| 1278-1299                  | Huehueh Huitzilíhuitl      | Pluma de colibrí, el Viejo |
| 1299-1363                  | Ténoch                     | Nopal, tuna de piedra      |

Como ya se dijo, la línea del tiempo de los cuāuhtlahtohqueh presenta dos versiones, debido a que las fuentes son inconsistentes ya que buscaban establecer una secuencia que se adaptara a eventos míticos y políticos. La lista de arriba incluye al "caudillo original", que es más bien un pre-caudillo (1116-1168), simbólico, que connota al arquetípico creador del linaje, es decir su dios tutelar.
Este recibió diferentes nombres, dependiendo del cronista, los nombres pueden ser: Mexih (Mexihtli), Huitziltzin, Huitzilton, Huitzilopochtli, Tetzauhteotl, Chalchiuhtlatonac e Iztacmixcoatl. Además esta segunda versión se caracteriza por proyectar los eventos a un pasado aún más remoto, tratando de sincronizarlos con la información del Códice Boturini, que inicia la migración en el año 1116, mientras que la mayoría de las fuentes coincide con el inicio en 1168. La segunda lista ofrecida por Chimalpahin (según principalmente en el Memorial de Colhuacan) de los líderes mexihtin que guiaron en la migración es la siguiente:
1. Cuauhtlequetzqui (1116-1153)
2. Acacihtli (1153-1167)
3. Citlalintzin (1167-1182)
4. Tzimpantzin (1182-1184)
5. Tlazohtzin (1184-1188)
6. Iztacmixcoatzin o Iztacmixcoatl (1188-1233)
7. Tozcuecuextli (1233-1272)
8. Huehueh Huitzilíhuitl (1272-1299)
9. Ilancuéitl (1299-1347)
10. Ténoch (1347-1363)

## El fin de los Cuāuhtlahtoāni
Huitzilíhuitl I, el hijo de Tozcuecuextli es considerado el primer tlahtoāni de la nación mexica, linaje proveniente de la casa de Xaltocan; este dato se trataba de ocultar. Por desgracia durante la guerra de 1299 es muerta la familia de Huitzilihuitl cortando esta primera dinastía. Chimalpahin lo enumera como el octavo caudillo mexica, este autor como ya se dijo, al no tomar en cuenta la segunda versión de la migración y fundación de Mexihco (que aparece en "Historia de los mexicanos por sus pinturas"), no toma en cuenta la participación de Ilancuéitl, por lo que establece que Ténoch es el noveno y último cuāuhtlahtoh.